# Сто ночей
«Сто ноче́й» — четвёртый студийный альбом российской индастриал-метал группы «Digimortal», который вышел в 2013 году.

## Об альбоме
На данный диск попала песня «Те, кто спаслись» с одноимённого сингла 2011 года.

## Список композиций
| №                   | Название                        | Длительность |
| ------------------- | ------------------------------- | ------------ |
| 1.                  | «Предисловие: Мы есть будущее»  | 3:55         |
| 2.                  | «Пандорум»                      | 3:55         |
| 3.                  | «Те, кто спаслись»              | 5:15         |
| 4.                  | «Сто ночей»                     | 5:20         |
| 5.                  | «Много лет спустя»              | 4:50         |
| 6.                  | «Каждый новый день»             | 4:20         |
| 7.                  | «Механический рассвет: Часть 2» | 4:43         |
| 8.                  | «Пять теней»                    | 3:35         |
| 9.                  | «Последний патрон»              | 3:16         |
| 10.                 | «Вниз!»                         | 3:27         |
| 11.                 | «Эпилог»                        | 4:36         |
| Общая длительность: | Общая длительность:             | 47:12        |

## Участники записи

### Основной состав
- SERDJ — вокал, клавишные, SFX
- KIRILL — гитара
- ALEXEY — гитара
- CHEGGY — бас-гитара
- BORDO — ударные

### Приглашённые участники
- Игорь Устинов — гитарное соло (6)

Другое
- Запись — Zstudio Records – Зеленоград, Николай Ларин, Light Temple Records - Москва, Николай Венгржанович
- Сведение, Мастеринг — Metalstudio.ru – Зеленоград, Николай Баженов
- Дизайн — Майк Зубик
- Фотограф — Евгения Свиридова